# Хамір-хасіп
Хамір-хасіп — рідкісна й незвичайна страва, популярна в деяких регіонах Узбекистану. Є варіацією класичного хасіпа (узбецької парової чи вареної домашньої ковбаси), але з додаванням тіста, що робить її ситнішою та надає особливого смаку.